# Vörösszemű rézkakukk
A vörösszemű rézkakukk vagy rezes fénykakukk (Chrysococcyx caprius) a madarak osztályának kakukkalakúak (Cuculiformes) rendjébe, ezen belül a kakukkfélék (Cuculidae) családjába tartozó faj.

## Rendszerezése
A fajt Pieter Boddaert holland ornitológus írta le 1783-ban, a Cuculus nembe Cuculus caprius

## Előfordulása
Afrikában a Szahara alatti területeken honos. A természetes élőhelye szubtrópusi és trópusi síkvidéki esőerdők, félig száraz tüskés cserjések, akác szavannák és forró sivatagok. Vonuló faj.

## Megjelenése
Testhossza 19 centiméter, testtömege 32 gramm. Fényes zöld és fehér tollazatot visel. Narancsszínű szemgyűrűje és fehéres szemsávja van.
|  |  |

## Életmódja
Rovarokkal, főként hernyókkal táplálkozik, de tojásokat és magvakat is fogyaszt.

## Szaporodása
Fészekparazita, egy-egy tojást rak a gazdamadár fészkébe.

## Természetvédelmi helyzete
Az elterjedési területe rendkívül nagy, egyedszáma pedig stabil. A Természetvédelmi Világszövetség Vörös listáján nem fenyegetett fajként szerepel.

## Külső hivatkozások
- Képek az interneten a fajról
- Videó a fajról
- Xeno-canto.org - a faj hangja és elterjedési területe